# Соколов, Олег Аркадьевич
Олег Аркадьевич Соколов (15 июля 1919, Одесса, Херсонская губерния — 18 мая 1990, Одесса) — украинский советский художник, поэт, живописец и график, стоявший у истоков «второго одесского авангарда».

## Биография
Вырос в семье потомственных интеллигентов. С 1935 по 1939 год учился в Одесском художественном училище. Учился у Теофила Фраермана, художника, принадлежавшего и к одесским «Независимым», и к парижской школе, дружившим и выставлявшимся с Руо, Шагалом, Матиссом (остались записи О. Соколова о беседах с учителем).
С 1940 по 1946 год служил в Красной армии, воевал на фронтах Великой Отечественной войны, был тяжело ранен в 1941 году.
С 1947 по 1948 год учился во Львовском институте декоративно-прикладного искусства. С 1948 по 1951 год вновь учился в Одесском художественном училище и работал художником на Одесском автосборочном заводе. С 1948 по 1951 год работал в Одесском товариществе художников.
С 1955 года до последних дней жизни работал научным сотрудником, затем зав. экспозицией в Одесском музее западного и восточного искусства.
Олег Соколов создавал циклы графики, увлекаясь оп-артом, абстракцией, искал связи между цветом, композицией и музыкой. Его поиски в искусстве, продолжая путь, проложенный мирискусниками, прошли увлечение графикой Бердслея и Вазарелли, Ропса и японской гравюрой, и предвосхитили искания нонконформистов 70-х, концептуалистов 80-х… Начиная с 1950-х годов активно экспериментирует с абстракцией. Ритмические сочетания разновеликих геометрических фигур динамичны и экспрессивны. Одновременно создаются его монотипии — свободные потоки цветовых пятен, продиктованные ассоциациями. Особое место для него занимала музыка, живописное видение Шуберта, Баха, Вагнера, Стравинского, Скрябина. Продолжая традиции синестетического понимания цвета, слова и звука отталкивался от идей Кандинского, Малевича, испытал влияние Рудольфа Штейнера и Владимира Вернадского. Создал интернациональный клуб «Цвет, музыка, слово» имени Чюрлёниса.
Как вспоминает Евгений Голубовский: «он был единственным художником Одессы, не чуравшимся политической борьбы, на стене своей квартиры сделавшим антисталинскую фреску. В дни, когда пытались снести кирху, стоял с плакатом „Не дадим снести кирху!“. До тех дней, когда принес в редакцию письмо — протест против разгула антисемитизма».
Творчество Олега Соколова, многие годы ломавшего догмы у всех на виду, привлекало ученых, поэтов, философов. «…вокруг него постоянно существовало поле интеллектуальной и нравственной свободы… В 70-х Олег Соколов достиг синтеза всех используемых методов и приемов, его работы становились все более сложными и непредсказуемыми. Ему удалось сопоставить безграничный материальный мир с космосом чувств. Эта способность „слышать“ чувства, „видеть“ духовную жизнь каждого предмета ощущается в лучших его произведениях» — сказал, открывая зал Олега Соколова в Музее современного искусства Одессы, директор музея Семён Кантор.
С 1955 года Олег Соколов показывал свои работы друзьям, с 1961 каждую среду квартира его становилась выставочным пространством или концертным залом. В 1956 году он показал свои работы в зале Союза писателей, после чего в одесской газете «Знамя коммунизма» (28.10.1956) была опубликована статья Ф. Шапочникова, цитата из которой характеризует то время: «В плену глубоких заблуждений находится одесский художник О. Соколов, выражающий в своём творчестве принципиальное несогласие с методом социалистического реализма. Отрицая этот метод, художник противопоставляет ему, по существу, субъективистское и формалистическое искусство, в частности, сюрреализм. Стремясь быть во что бы то ни стало не похожим на других, гоняясь за ложно понятой новизной и оригинальностью, подчиняясь капризам фантазии, он почти не признает реальной действительности… Кто поймет такое искусство, кому нужна такая „новизна“ и „оригинальность“, кроме эстетов и пресыщенных людей? Народу, большинству, она, во всяком случае, не нужна».
Такая травля сопровождала любой показ работ Олега Соколова долгие годы. Тем не менее выставки были — в редакции «Комсомольской искры», в Одесском Доме Учёных, а также неофициальные «квартирные выставки» одесских художников.

## Персональные выставки
- 2009 — «Олег Соколов», Музей Западного и Восточного искусства, Одесса[4]

## Память
- В 2010 году в одесском в Центре болгарской культуры была проведена фотовыставка Феликсы Ковальчик «Памяти Олега Соколова»[5].

## Цитаты
«Человек оттепели» … «Он воплотил в себе идеалы шестидесятничества, но пришел к пониманию нелепости соцреализма как единственного пути развития культуры, нелепости политической системы, где деятели культуры были винтиками партийного аппарата…»
— Евгений Голубовский, украинский журналист и культуролог («Пока сердца для чести живы», журнал «Одесса», июнь 1999)